# Campingplatz (Wertheim)
Campingplatz ist ein Wohnplatz auf der Gemarkung der Wertheimer Ortschaft Reicholzheim im Main-Tauber-Kreis in Baden-Württemberg. Vor Ort befindet sich der für den Wohnplatz namengebende Campingplatz „Forelle“, der als familiengeführter Saisoncampingplatz von April bis einschließlich September geöffnet hat.

## Geographie

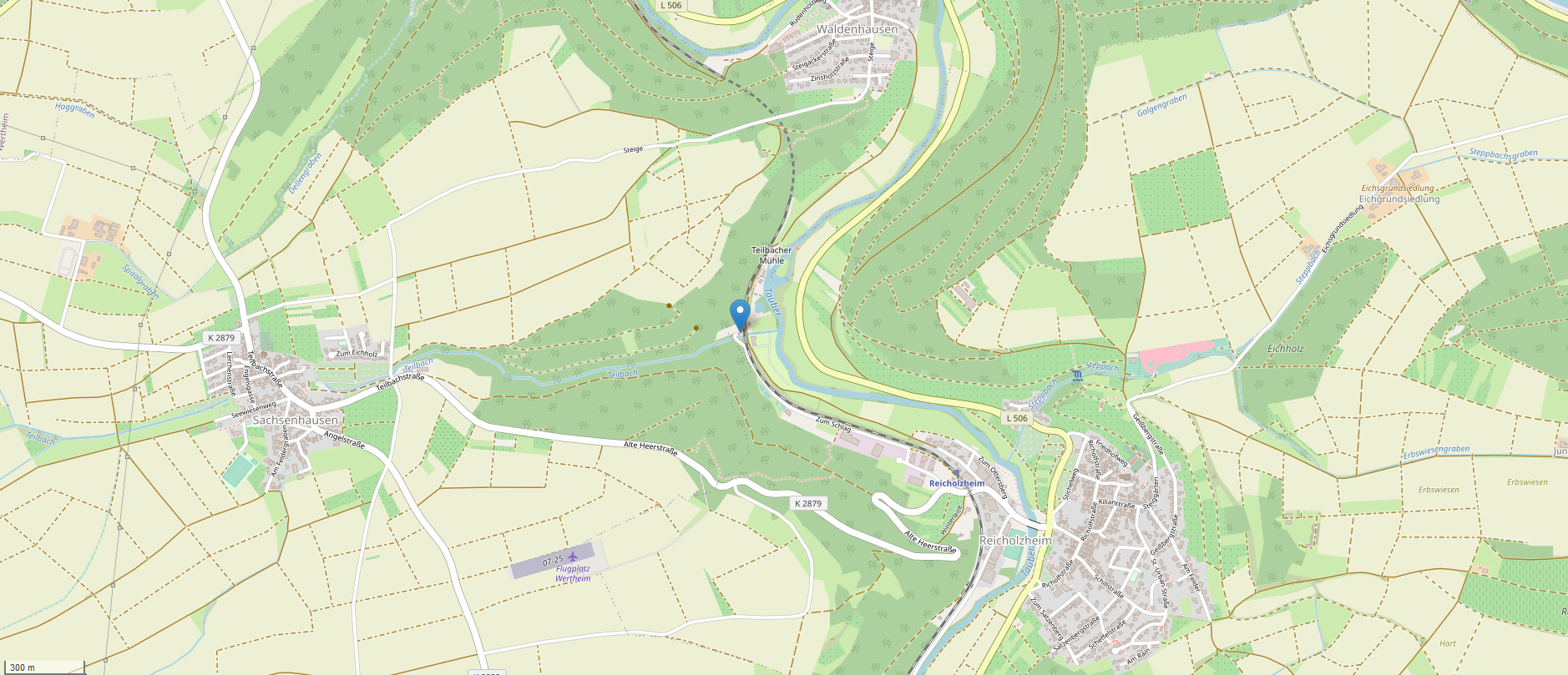
Lage des Wohnplatzes Campingplatz auf der Gemarkung von Wertheim-Reicholzheim

Der Wohnplatz liegt zu Füßen der Waldhangs Ottersberg auf etwa 145,6 m ü. NHN in einer linken Schlinge des tief eingegrabenen Buntsandstein-Tals der unteren Tauber am linken Flussufer, nordwestlich und ca. 1,2 km flussabwärts der Tauberbrücke in Reicholzheim sowie südlich und ca. 1,9 km flussaufwärts der Tauberbrücke zur Wertheimer Ortschaft Waldenhausen. Unmittelbar im Norden des Wohnplatzes mündet der Teilbach von links in den Fluss, der aus dem Westen vom auf der linken Hochebene stehenden Ort Sachsenhausen her auf den Wohnplatz zufließt. Etwa 300 Meter weiter nördlich benachbart ist der Wohnplatz Teilbacher Mühle. Am Ort befindet sich ein etwa 3,2 Hektar großer Campingplatz.

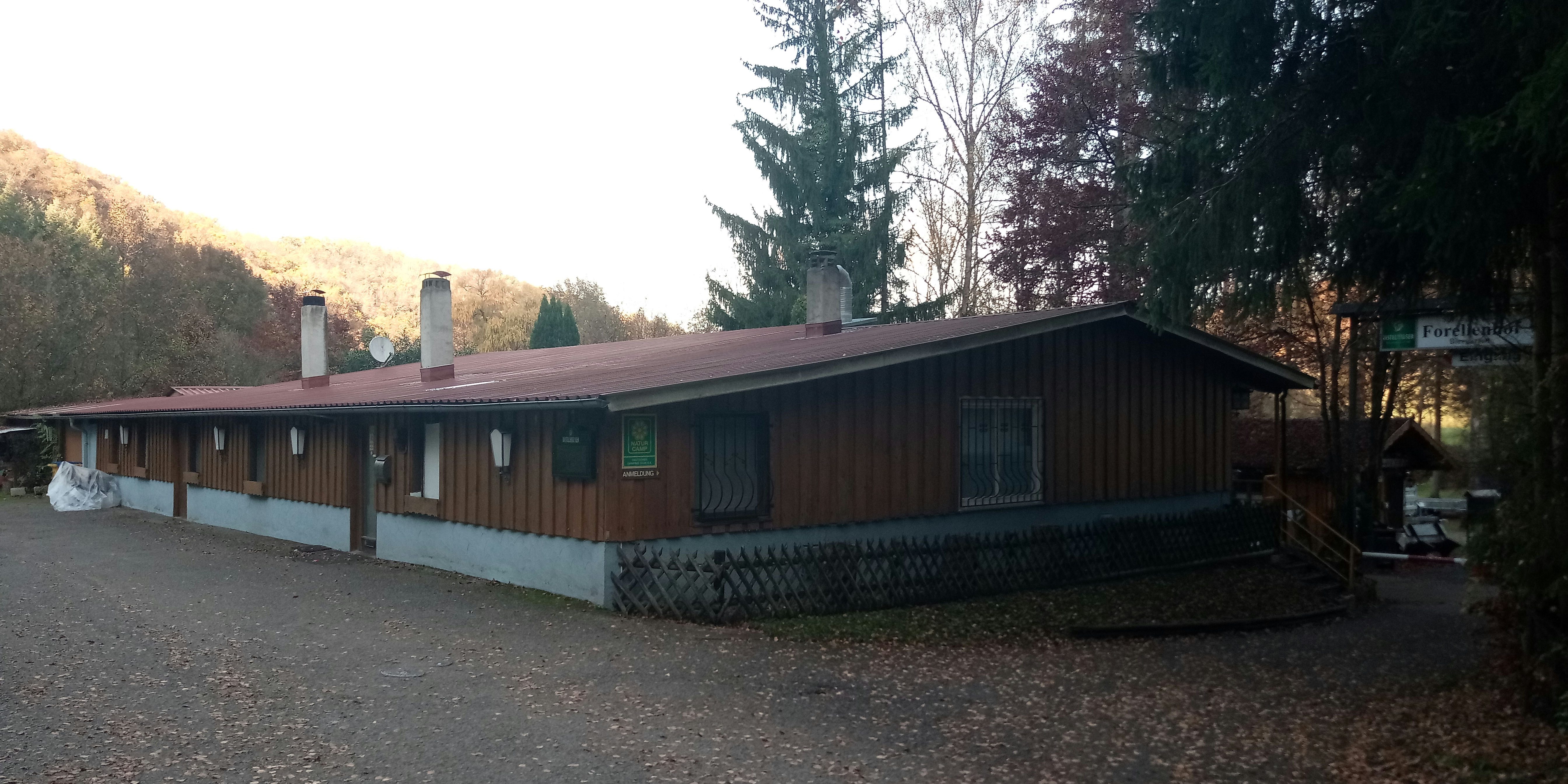
Ein Gebäude des für den Wohnplatz namengebenden Campingplatzes östlich der Bahngleise am Taubertalradweg bzw. an der Straße Zum Ottersberg

Die Gebäude des Wohnplatzes werden durch die Bahnstrecke Lauda–Wertheim in einen östlichen Teil in den Gewannen Zwischen den zwei Klingen (⊙) und Unter der Klinge (⊙) sowie in einen westlichen Teil im Gewann Eselwiese (⊙) getrennt. Unmittelbar westlich des Wohnplatzes verläuft die Gemarkungsgrenze der Wertheimer Ortschaften Reicholzheim und Sachsenhausen.

## Geschichte
Auf einem Gemarkungsübersichtsplan von Reicholzheim aus dem Jahre 1929 befand sich am Wohnplatz eine Fischzucht. Der Wohnplatz kam als Teil der ehemals selbständigen Gemeinde Reicholzheim am 1. Januar 1975 zur Stadt Wertheim.

## Kulturdenkmale
Kulturdenkmale in der Nähe des Wohnplatzes sind in der Liste der Kulturdenkmale in Wertheim verzeichnet.

## Verkehr
Die Bahnstrecke Lauda–Wertheim führt ohne Haltepunkt am Wohnplatz vorbei. Der nächstgelegene Halt befindet sich am Bahnhof Reicholzheim. Der östliche Teil des Wohnplatzes mit Campingplatz liegt direkt am Taubertalradweg, der dort auf der Straße Zum Ottersberg verläuft. Der westliche Teil des Wohnplatzes ist über die von der K 2879 (Alte Heerstraße) abzweigende Straße Zum Schlag zu erreichen.